# SYM・T1
T1とはSYMが販売する4ストローク空冷単気筒エンジンを搭載するマニュアルトランスミッションのオートバイである。

## 概要
T1 125は2012年にSYMからネイキッドタイプのオートバイとして250ccのT2 250に続き日本で販売が開始された。
150ccモデルであるT1 150とはフレームを共通とするが、需要見込みから日本国内ではT1 125のみが正規販売されている。
特徴として、
- 現代風のキレのあるストリートファイター風デザイン
- 14Lの大型燃料タンクを搭載
- FI採用空冷単気筒エンジンを搭載
- 150ccと共通のフレームによる大きめの車格

が挙げられる。

## モデル一覧

### T1 125
- T1 125は国内では希少な原付2種クラスにしてMTを搭載したネイキッドタイプのスポーツデザインを採用したオートバイである。125ccとしては広めのタイヤ幅、大きめのフレーム、前後ディスクブレーキ搭載など250ccクラスに近い車格であり、ストリートファイター風の今風のデザインと相まって人気を集めている。
- 主な競合車種は、同じく125ccでMTである中国YAMAHA（重慶建設ヤマハ社）のYBR125シリーズ、中国 大長江集団製のGN125シリーズおよびカワサキのKLX、Dトラッカー125である。
- 2012年6月より台数限定として輸入され発売される。
- 2012年9月に限定モデルからカタログモデルへと昇格し、SYM取扱店にて通常販売を開始。

### T1 150
- T1 150は普通自動二輪クラスに分類されるオートバイである。
- フレームはT1 125と同じものを使用しておりT1 125の上位車種という位置づけであるが、後輪にドラムブレーキとなる他、全長、軸間距離などが若干異なる。
- 150ccという排気量の為普通自動二輪扱いとなり、日本における原付2種の大きなアドバンテージである任意保険のファミリーバイク特約による安価な保険契約が利用できず需要が見込めないため、2012年10月現在、日本国内での正規取扱いはない。

## 諸元
- 主な装備品
  - 大型アナログタコメーター
  - 液晶表示マルチファンクションディスプレイ
    - デジタル表示スピードメータ
    - 時計および電圧計（切替表示）
    - ODO/Trip表示（切替表示）
    - 燃料計

  - インジケータ:ニュートラル表示灯、オイル交換時期表示灯、方向指示器作動灯、エンジン警告灯、ハイビーム作動灯
  - 作動音付プッシュキャンセルウィンカー
  - セラミックコートシリンダー
  - アルミ製ステップ・ラバーバンクセンサー
  - LEDテール/ストップランプ
  - マルチリフレクタ 12V 60/55Wヘッドライト、2つのポジションランプ
  - キックスタンド、センタースタンド
  - カラーバリエーション： 白/ 黒/ 黄